# Charles N'Zogbia
Charles N'Zogbia (født 28. maj 1986 i Harfleur) er en fransk fodboldspiller. Han har gennem karrieren repræsenteret Newcastle, Aston Villa og Wigan i England.